# Manoir du Coledic Braz
Le manoir du Coledic Braz est un édifice situé à Langoëlan en France.

## Localisation
Le manoir est situé sur le territoire de la commune de Langoëlan, au lieu-dit Le Coledic Braz, isolé à l'ouest de la commune, dans le département du Morbihan en région Bretagne.

## Description
Logis datant du XVIIe siècle ou du début du XVIIIe siècle. Le manoir est situé à proximité immédiate du Hent Ahès, ancienne voie romaine de Vannes à Carhaix ; son emplacement isolé le désigne probablement comme métairie, ou manoir : le Goledic est mentionné comme seigneurie par Pol Potier de Courcy comme appartenant du sieur Le Bozec, de Botsorhel (29) entre 1427 et 1543. Il s'agit plus probablement ici d'un déclassement de manoir en métairie, le logis homogène ayant été reconstruit dans la seconde moitié du XVIIe siècle. Le bâtiment de dépendances en retour existant encore en 2000 a disparu. Le plan cadastral de 1842 montre une cour ouverte vers le sud, encadrée de bâtiments dont le logis occupe le nord : seul celui-ci est conservé avec le four à pain à l'entrée nord-ouest de la ferme, les autres bâtiments ont été détruits. Le puits porte la date de 1725.
Le manoir est orienté sud-est. Il est doublé d'un appentis sur la façade postérieure, qui abrite l'escalier et une dépendance à usage de cellier dont l'accès par une porte plein cintre se trouve en pignon. Le rez-de-chaussée est divisé en deux pièces à feu, chacune ayant sa propre porte d'accès. L'escalier en bois en équerre dans une cage de plan carré mène à deux chambres à l'étage. La traverse du puits en pierre de taille initialement situé au nord-est de maison, est sculptée d'un motif floral.

## Historique
Le manoir est inscrit à l'inventaire général du patrimoine culturel.